# 関隆倫
関 隆倫（せき たかみち、1981年1月16日 - ）は、千葉県松戸市出身の元サッカー選手。ポジションはMF。主に両サイドとトップ下を務める。

## 来歴
東洋大学から2003年に大宮アルディージャに入団。しかし出番に恵まれず、1年で戦力外通告を受ける。
2004年に水戸ホーリーホックに移籍し、右サイドの攻撃的MFとしてその年の第2クールからレギュラーを獲得してブレイクした。
その後、2006年にステップアップのためコンサドーレ札幌へ移籍。札幌では主に左サイドの選手としてレギュラーの座を獲得した。その後、シーズン途中に加入した西谷正也とのポジション争いが起こったため、常時出場というわけにはいかなかったものの、攻撃面に優れるが守備やスタミナに課題のある西谷に対し、守備面と運動量で勝負する関はプレースタイルが違ったということもあり、出場機会を失うことはなく主力の一人としてチームに貢献した。
しかし、2007年に三浦俊也監督が就任すると一転して出場機会を失い、出場は天皇杯1試合に終わり、シーズン終了後に戦力外通告を受け退団。Jリーグ合同トライアウトに参加するなどアピール活動が続いたがプロチームへの移籍は叶わず、2008年は、群馬県社会人リーグのtonan前橋へ入団した。シーズン途中にJFL・ファジアーノ岡山FCへ移籍、J2昇格に大きく貢献し、シーズン終了をもって退団した。
2009年に九州サッカーリーグ・沖縄かりゆしFCへ移籍。かりゆしではエースナンバーを背負い、チームの中心選手として活躍。フリーキックのキッカーも務め、優勝のかかる第17週では2位のヴォルカ鹿児島にフリーキックを2本直接決めチームの勝利に貢献した。また、シーズン通算で13アシストを決め、九州リーグアシスト王に輝くなどエースナンバーに恥じない大きな結果を残した。
2010年は沖縄かりゆしFCの解散に伴い、同じ沖縄県のJFL・FC琉球に移籍。同年シーズン終了後にFC琉球を退団。
引退後は図南SC群馬のコーチなどを経て、現在は埼玉県内のジュニアサッカーチームのコーチを務めている。

## 特徴
豊富な運動量と高いキープ力、正確なクロスが武器。両足を器用に使いこなし、左右両サイドを務める。

## エピソード・アラカルト
- タレントの小倉優子は従妹である[4]。また遠縁の親戚に元プロ野球選手の中村勝広がいる。
- 高校時代の同級生には、玉田圭司と吉野智行が在学していた。

## 所属クラブ
- 1996年 - 1998年 習志野市立習志野高等学校
- 1999年 - 2002年 東洋大学
- 2003年 大宮アルディージャ
- 2004年 - 2005年 水戸ホーリーホック
- 2006年 - 2007年 コンサドーレ札幌
- 2008年 - 同年6月 tonan前橋
- 2008年6月 - 同年12月 ファジアーノ岡山FC
- 2009年 沖縄かりゆしFC
- 2010年 FC琉球

## 個人成績
| 国内大会個人成績 | 国内大会個人成績 | 国内大会個人成績 | 国内大会個人成績 | 国内大会個人成績 | 国内大会個人成績 | 国内大会個人成績 | 国内大会個人成績 | 国内大会個人成績 | 国内大会個人成績 | 国内大会個人成績 | 国内大会個人成績 |
| 年度             | クラブ           | 背番号           | リーグ           | リーグ戦         | リーグ戦         | リーグ杯         | リーグ杯         | オープン杯       | オープン杯       | 期間通算         | 期間通算         |
| 年度             | クラブ           | 背番号           | リーグ           | 出場             | 得点             | 出場             | 得点             | 出場             | 得点             | 出場             | 得点             |
| 日本             | 日本             | 日本             | 日本             | リーグ戦         | リーグ戦         | リーグ杯         | リーグ杯         | 天皇杯           | 天皇杯           | 期間通算         | 期間通算         |
| ---------------- | ---------------- | ---------------- | ---------------- | ---------------- | ---------------- | ---------------- | ---------------- | ---------------- | ---------------- | ---------------- | ---------------- |
| 2003             | 大宮             | 29               | J2               | 0                | 0                | -                | -                | 0                | 0                | 0                | 0                |
| 2004             | 水戸             | 8                | J2               | 37               | 1                | -                | -                | 1                | 0                | 38               | 1                |
| 2005             | 水戸             | 8                | J2               | 43               | 1                | -                | -                | 2                | 2                | 45               | 3                |
| 2006             | 札幌             | 19               | J2               | 29               | 1                | -                | -                | 1                | 0                | 30               | 1                |
| 2007             | 札幌             | 19               | J2               | 0                | 0                | -                | -                | 1                | 0                | 1                | 0                |
| 2008             | 前橋             | 18               | 群馬県1部        |                  | 3                | -                | -                | -                | -                |                  | 3                |
| 2008             | 岡山             | 34               | JFL              | 16               | 0                | -                | -                | 2                | 0                | 18               | 0                |
| 2009             | 沖縄             | 10               | 九州             | 14               | 4                | -                | -                | 2                | 0                | 16               | 4                |
| 2010             | 琉球             | 20               | JFL              | 12               | 0                | -                | -                | 2                | 0                | 14               | 0                |
| 通算             | 日本             | 日本             | J2               | 109              | 3                | -                | -                | 5                | 2                | 114              | 5                |
| 通算             | 日本             | 日本             | JFL              | 28               | 0                | -                | -                | 4                | 0                | 32               | 0                |
| 通算             | 日本             | 日本             | 九州             | 14               | 4                | -                | -                | 2                | 0                | 16               | 4                |
| 通算             | 日本             | 日本             | 群馬県1部        |                  | 3                | -                | -                | -\|\|\|\|3       | -\|\|\|\|3       |                  |                  |
| 総通算           | 総通算           | 総通算           | 総通算           |                  | 10               | -                | -                | 11               | 2\|\|\|\|12      |                  |                  |

- Jリーグ初出場 2004年3月20日 J2 第2節 vsモンテディオ山形 (@山形県)
- Jリーグ初得点 2004年9月26日 J2 第36節 vs川崎フロンターレ (@笠松)

## 個人タイトル
- 九州社会人リーグアシスト王 (2009年)